# Turn Down the Heat: Why a 4°C Warmer World Must be Avoided

Logotipo do Banco Mundial

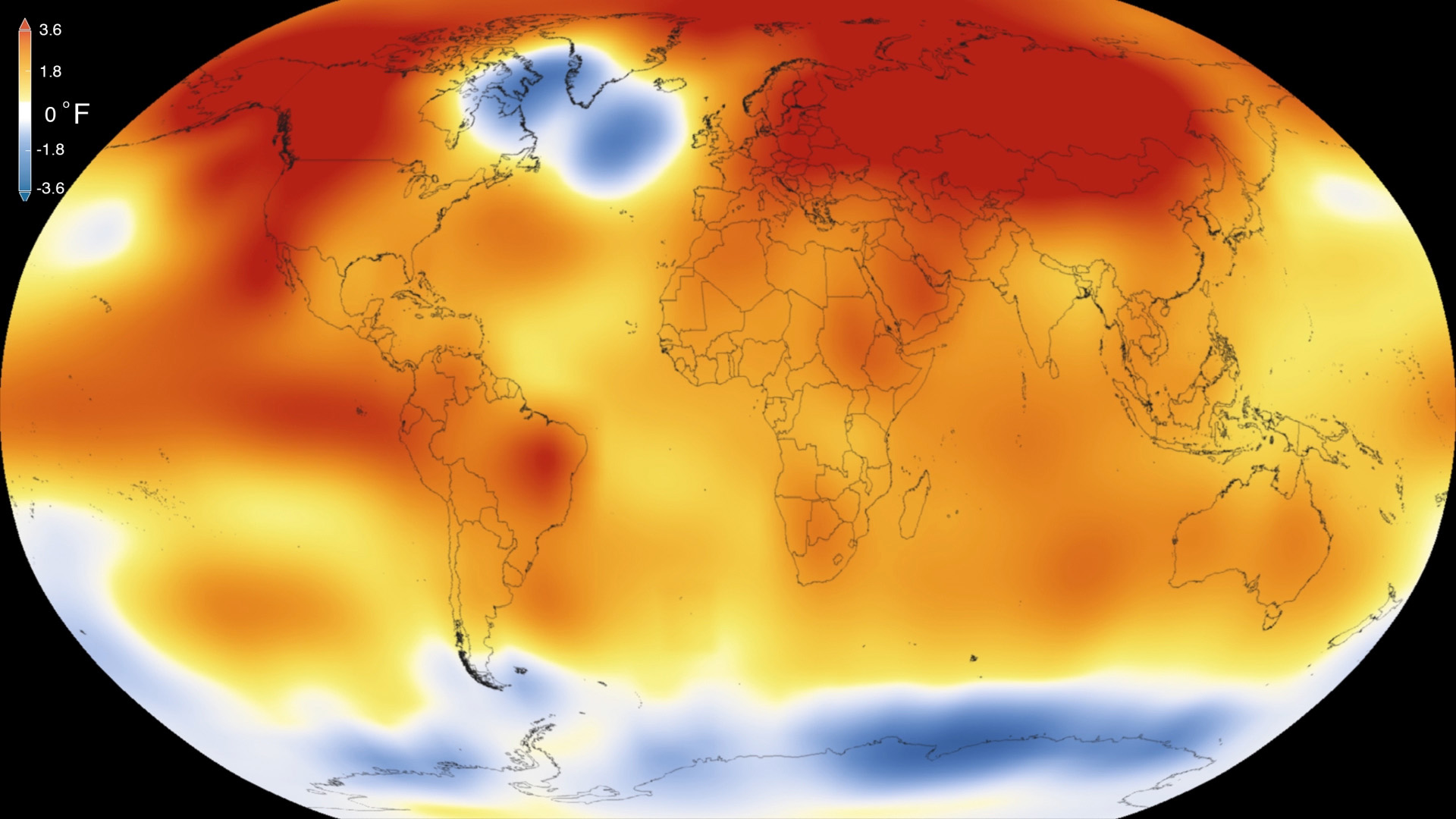
Este gráfico da NASA mostra a intensidade da anomalia térmica global no ano de 2015 em relação à média de 1880. Os últimos anos têm batido recorde sobre recorde em termos de temperatura.

Turn Down the Heat: Why a 4°C Warmer World Must be Avoided (Reduza o calor: por quê precisamos evitar um mundo 4 ºC mais quente) é um relatório especial produzido pelo Instituto Potsdam de Pesquisas sobre o Impacto Climático, sob os auspícios do Banco Mundial, para analisar as consequências de um eventual aquecimento global de 4 ºC. Publicado em 2012, foi o primeiro de uma série de relatórios enfocando a mudança do clima e seus impactos.
De acordo com os relatórios do IPCC, que representam o estado da arte sobre o assunto, é provável que um aquecimento de 4 a 6 ºC até o ano de 2100 seja o resultado inevitável do constante crescimento das emissões de gases estufa, se as tendências de emissão continuarem como estão. Pesquisas independentes projetam aquecimentos superiores a este nível. 
O relatório do Banco Mundial compilou e sumarizou os resultados de uma grande quantidade de pesquisas recentes, ofereceu novas análises, especialmente sobre os impactos nos países mais pobres, e concluiu que um aquecimento de 4 ºC traria consequências negativas devastadoras e de longa duração em múltiplos níveis para o ambiente e a sociedade. Na apreciação de Chris Hedges, escrevendo no Forum on Religion and Ecology da Universidade Yale, "a imagem que ele pinta de um mundo convulsionado pelas temperaturas em ascensão é uma mistura de caos em massa, sistemas em colapso e sofrimento como aquele do pior da Peste Negra, que no século XIV dizimou de 30 a 60% da população europeia". O então presidente do banco, Jim Yong Kim, na apresentação do estudo, sumarizou as conclusões principais:
"Espero que este relatório nos choque, levando-nos à ação. [...] Este relatório descreve o que o mundo deve ser se atingirmos os 4 graus Celsius, nível que os cientistas quase unanimemente preveem para o final do século se não ocorrerem sérias mudanças nas políticas. Os cenários para 4 °C são devastadores: inundação de cidades litorâneas; aumento nos riscos para a produção de alimentos, potencialmente levando a uma elevação nas taxas de desnutrição; muitas regiões se tornando mais secas, e algumas regiões úmidas, mais úmidas; ondas de calor sem precedentes em muitas regiões, especialmente nos trópicos; falta de água substancialmente exacerbada em muitas regiões; frequência aumentada de ciclones tropicais de alta intensidade, e perda irreversível de biodiversidade, incluindo nos recifes de coral. Mais importante do que tudo, um mundo 4°C mais quente será tão diferente do nosso que nossa capacidade de planejar e de nos adaptarmos às mudanças se torna altamente incerta. [...] A falta de ações contra a mudança climática não apenas ameaça colocar a prosperidade fora do alcance de milhões de pessoas no mundo em desenvolvimento, mas também ameaça com um retrocesso de décadas o processo de desenvolvimento sustentável".
Outras conclusões significativas incluem a previsão de precipitosas quebras de safras, derretimento dos gelos, fome em larga escala, migrações forçadas de milhões de pessoas, explosão nas doenças tropicais como malária, dengue e cólera, secas e inundações devastadoras, taxas de acidez oceânica sem paralelos na história da Terra, importantes perdas econômicas, estresse sem precedentes sobre os sistemas humanos, ruptura da coesão da sociedade e falhas catastróficas em sistemas vitais como o atendimento de saúde e a justiça, e transformação de grande parte do planeta em área inabitável. Reconheceu que efeitos não lineares ainda imprevistos podem aumentar exponencialmente os impactos, e que uma falha em responder à altura da ameaça provavelmente será acompanhada de colapso social e político, advertindo que uma adaptação aos impactos gerados por tal nível de aquecimento pode não ser viável. O documento ainda afirma que os compromissos de redução de emissões assumidos pelos países provavelmente serão insuficientes para combater a ameaça. Além disso, ele não pretendeu substituir os relatórios do IPCC, sendo publicado como um complemento para os estudos recentes, e se concentrou nos impactos sobre os países em desenvolvimento.
O relatório foi aplaudido por muitas personalidades de destaque, como Al Gore, autor do documentário Uma Verdade Inconveniente, e foi recebido por analistas do clima e ambientalistas como um claro e contundente alerta de que a mudança para um modelo de desenvolvimento sustentável é urgente e imperativa, mas também gerou críticas e acusações de incongruência e hipocrisia na atitude do banco, que reconhece a ameaça climática mas continua apoiando a exploração e uso de combustíveis fósseis, que são a principal causa das atuais mudanças do clima.